# 林健輝
林健輝（1982年8月11日—），馬來西亞華人，2001年马来西亚《Astro新秀大賽》冠军，2007年參加青海衛視舉辦之《青年匯》獲得年度冠軍，曾赴台湾參加第二屆《超級星光大道》PK踢館赛，有「馬來魔」的封號，並獲得眾多觀眾支持。
2012年林健輝發行個人首張正規國語專輯《好流氓》，2015年起陸續參與《小電影》、《甲洞2》、《再見，我愛你》以及《四個愚夫之金玉滿堂》等多部馬來西亞知名電影，並擔綱要角演出。

## 从业经历
林健辉本身受英文教育，是大马中文歌坛少有会创作英文歌的中文歌手。
- 2001年 《2001ASTRO新秀纪念合辑》 - 春天花会开
- 2002年 《2000－2003ASTRO新秀合辑》 - 让我靠近你
- 2003年 《Love Above All》 - Wanna Dance With You
- 2004年 《Crazy》 - Wanna Dance With You 2005年 《Eric’s》单曲 CD - 原来我最爱的人是你不是他
- 2005年 《Eric's》单曲 CD - 原来我最爱的人是你不是他
- 2005年 《左边》2005年8月11日 发行了5首歌曲EP，又称左边的林健辉
- 2006年 《右邊》2006年4月10日 發行了5首歌曲EP，又称右边的林健辉
- 2007年 参加中國节目《青年汇》获得年度冠军，紧接着进入台湾选秀节目《超级星光大道》PK踢館賽
- 2009年 发行个人在线单曲《我听见有人叫你宝贝》
- 2009年 創作詞、創作曲《你們一分半》，由林昕陽演唱，此曲並成為林健輝主演戲劇《流漂子》片尾曲
- 2012年 發行個人首張正規專輯《好流氓》
- 2013年 發行數位線上單曲《Together》
- 2014年 發行數位線上單曲《他與她》
- 2015年 參與電影『四個愚夫之金玉滿堂』演唱主題曲《愚人狂想曲》,該曲與林德榮&鐘瑾樺&曾耀祖&陳浩然合唱
- 2017年 發行數位線上單曲《烏龜》,該曲與王博文合唱

## 林健辉大事記
- 1993~2001

获得2001年Astro新秀大賽歌唱選秀冠军。
- 2004

与温力铭合唱《Wanna Dance With You》，收录在温力铭首张个人专辑《Love Above All》
- 2005

推出首张个人EP《右边》
- 2005

创作曲《Love enternity》成为988FM Tune 7@7西洋歌曲排行榜首位获得冠军歌曲的华人歌手
- 2006

推出第二张EP《左边》
- 2006

Green Love饮料代言人
- 2006

南洋商报信息网计算机产品专栏作者
- 2007

参加青海卫视举办之《青年汇》比赛，获第一名殊荣
- 2007

来台征战《超级星光大道》PK赛，获得众多观众支持；并获得 “PK魔王”、“马来魔”称号
- 2008. 03

与师姐江美琪于台北新舞台开首场售票音乐会《2008新舞台有氧新声代 江美琪&林健辉 梦想的翅膀音乐会》

## 超級星光大道第二屆PK踢館成績
| 集數 | 首播日期   | 比賽主題         | 演唱歌曲                              | 原唱者                  | 分數      | 備註                                                              |
| ---- | ---------- | ---------------- | ------------------------------------- | ----------------------- | --------- | ----------------------------------------------------------------- |
| 19   | 2007/11/23 | 一對一PK賽 Part1 | 《流淚手心》 《Flying without winds》 | 王力宏 西城男孩         | 20        | 平手曾沛慈（20分） 二度清唱PK 敗曾沛慈（21分）                    |
| 20   | 2007/11/30 | 一對一PK賽 Part2 | 《My Way》 《Home》                   | 法蘭克·辛那屈 麥可·布雷 | 21 19     | 平手曾沛慈（21分） 二度清唱PK 平手曾沛慈（19分）                  |
| 21   | 2007/12/07 | 一對一PK賽 Part3 | 《原來我最愛的人是你不是他》          | 自創曲                  | 18        | 勝曾沛慈（17分）                                                  |
| 22   | 2007/12/14 | 一對一PK賽 Part4 | 《Piano》                             | 范逸臣                  | 19        | 敗葉瑋庭（20分）                                                  |
| 23   | 2007/12/21 | 資格決定賽       | 《男人KTV》 《Unchained Melody》      | 胡彥斌 正義兄弟         | 11 勝出者 | 與林芯儀、Alisa同以11分進入二度清唱PK 林健輝勝，獲得新台幣2萬元。 |

## 華人星光大道第二屆PK踢館成績
| 集數 | 首播日期   | 比賽主題                           | 演唱歌曲     | 原唱者 | 分數 | 備註             |
| ---- | ---------- | ---------------------------------- | ------------ | ------ | ---- | ---------------- |
| 18   | 2012/12/23 | 唱將雲集 震撼教育 (強敵踢館第四戰) | 《痴心絕對》 | 李聖傑 | 21   | 敗吳禹錡（22分） |

## 音樂專輯
| 專輯名稱               | 發行日期       | 發行公司   | 曲目 |
| ---------------------- | -------------- | ---------- | --- |
| 《左邊》               | 2005年8月11日  | Music Trax | 曲目 1. 世界不會末日 2. 原來我最愛的人是你不是他 3. 愛情初學者 4. 快樂王子 5. Love's eternity                                        |
| 《右邊》               | 2006年4月10日  | 媒體世紀   | 曲目 1. 杯裡風暴 2. 夢想起飛 3. 搖擺主義 4. Pretty Girl (In The Party House) 5. I'M BACK                                             |
| 《我聽見有人叫你寶貝》 | 2009年8月11日  | 種子音樂   | 曲目 1. 我聽見有人叫你寶貝 2. 星光 3. Love Eternity 2009 4. Pretty Girl Solo Version 5. Janjiku                                      |
| 《好流氓》             | 2012年11月16日 | 華納唱片   | 曲目 1. 不夠狠 2. 內傷 3. 那就好 4. 好流氓 5. 小姐貴姓 6. 平凡情歌 7. 滿分戀人 8. 還原 9. Like A Love Song 10. 不想說再見 11. 循環愛 |

## MV演出
- 2015年8月22日 - 方炯鑌《新南海姑娘》 Official 高畫質HD 官方完整版 Music Video

## 電影
| 首映日         | 片名                   | 飾演   | 性質                         | 合作演員                                                             | 導演                                                 |
| 2015年2月12日  | 《小電影》             | 陸小鳳 | 男主角                       | 陳立謙、王淇、Fuying&Sam、鍾瑾樺、林凱豐、曾耀祖、鄧綉金             | 李勇昌                                               |
| 2015年3月5日   | 《甲洞2》              | 小塊   | 男配角                       | 許亮宇、魏如昀、黃競輝、邊品憲、李馨巧、溫力銘、鐘佳恩、林莉幃       | 馬逸騰                                               |
| 2015年12月3日  | 《再見，我愛你》       | 阿輝   | 男主角                       | Fuying&Sam、黃若熙、張文盈、王駿、黎豔瓊、曾新福                     | 沈建儐                                               |
| 2016年2月11日  | 《四個愚夫之金玉滿堂》 | 阿勁   | 男配角                       | 林德榮、陳浩然、鐘瑾樺、劉界輝、顏薇恩、吳胤婷、黃侯升、潘毖伶       | 羅永華（小华）                                       |
| 2017年12月21日 | 《兄弟》               | 阿德   | 男主角                       | 蘇湘庭、郭文翰、邱文博、康天庥                                       | 羅永華（小华）（林德荣没参与投资，因林德荣和他不和） |
| 2018年1月18日  | 《星剧本》             | 黃循文 | 单元男主角（《寻找朱燕冰》） | 曾潔鈺、葉朝明、林德榮、蔡佩璇、黃明慧、葉劍峰、卓卉勤、陳鴻、葉偉良 | 尹文钎                                               |

## 戲劇
| 首播日期      | 播出頻道      | 劇名                | 飾演 | 合作演員                                                       | 性質   |
| 2009年10月7日 | 客家電視台    | 《流漂子》          | 老怪 | 范植偉、黃玉榮、夏于喬、胡盈禎、羅時豐、徐樂眉、鍾欣怡         | 男主角 |
| 2011年1月8日  | Astro家娛頻道 | 《我和我的兄弟·恩》 | 健輝 | 吳映潔、陳淑芳、郭曉東、陳澤耀、胡宇威、周曉涵、鄒承恩、鍾欣怡 | 男配角 |

## 演唱會
Live表演
| 舉行日期       | 地點                    | 主題                 |
| 2008年2月26日  | 台北／公館河岸留言      |                      |
| 2009年3月26日  | 台北／公館河岸留言      |                      |
| 2012年11月15日 | 台北／樹樂集Treella 2樓 | 『好流氓』發片記者會 |
| 2012年12月13日 | 台北／公館河岸留言      |                      |
| 2012年12月15日 | 台中／誠品金典店        | 好流氓專輯分享會     |
| 2012年12月21日 | 台北／Somebody Cafe     | 好流氓分享會         |
| 2012年12月28日 | 台南／長榮誠品          | 好流氓專輯分享會     |
| 2012年12月29日 | 台南／南方公園          | 專輯簽唱會           |
| 2012年12月29日 | 高雄／夢時代誠品        | 好流氓專輯分享會     |
| 2013年1月1日   | 金河廣場                | 專輯簽唱會           |
| 2013年1月6日   | 台北／西門誠品          | 好流氓分享會         |
| 2013年1月12日  | 台北／口袋咖啡          |                      |
| 2013年1月18日  | 台北／西門河岸留言      | 《好流氓》迷你音樂會 |

售票演唱會
| 舉行日期      | 地點               | 主題                                                |
| 2008年5月7日  | 台北／新舞臺       | 2008新舞台有氧新聲代 江美琪&林健輝 夢想的翅膀音樂會 |
| 2013年12月8日 | Penthouse@The Icon | 林健輝 X 符瓊音 實力派對 Charity Concert            |

## 榮獲獎項
- 2008年：第三屆KKBOX數位音樂風雲榜—年度最勁爆單曲《原來我最愛的人是你不是他》
- 2010年：第五屆KKBOX數位音樂風雲榜—年度數位單曲《我聽見有人叫你寶貝》
- 2013年：第四屆MY Astro至尊流行榜頒獎典禮—至尊男歌手（大馬）
- 2013年：第四屆MY Astro至尊流行榜頒獎典禮—至尊演繹男歌手（大馬）/《內傷》
- 2013年：第四屆MY Astro至尊流行榜頒獎典禮—至尊金曲《不夠狠》
- 2013年：2013 AIM 中文音樂頒獎典禮—最佳專輯設計《好流氓》
- 2013年：Neway K歌榜頒獎典禮 2013—10大熱門本地K歌獎 /《內傷》
- 2013年：Neway K歌榜頒獎典禮 2013—我最喜愛男歌手獎（銀獎）
- 2013年：《one FM勁爆30排行榜年度總選2013十大專輯獎》—《好流氓》/林健輝
- 2014年：Red Box & Green Box Karaoke 2013年最高點播率Ｋ歌20強《內傷》/林健輝
- 2014年：第4屆全球流行音樂金榜—年度20大金曲 /《內傷》
- 2023年：第8屆 LAVENDER MUSIC AWARDS  2022—最佳本地電視劇或網路劇主題曲獎 /《你的世界》